# Какурин, Прокофий Васильевич
Прокофий Васильевич Какурин (1911 год, село Георгиевка, Туркестанский край, Российская империя — 1957 год) — директор Ленгерской МТС, Герой Социалистического Труда (1948).

## Биография
Родился в 1893 году в селе Георгиевка (сегодня — Коксаяк Толебийского района Южно-Казахстанской области Казахстана). С 1930 года по 1934 год работал бригадиром полеводческой бригады в колхозе «Вольная степь» Георгиевского района Южно-Казахстанской области. С 1934 года по 1937 год служил в Красной Армии. После возвращения из армии продолжил работать в колхозе «Вольная степь». В 1939 году был назначен директором Ленгерской МТС Южно-Казахстанской области.
Будучи руководителем Ленгерской МТС, Прокофий Какурин организовал эффективное производство по ремонту и управлению сельскохозяйственной техники. Благодаря его деятельности колхозы, обслуживаемые Ленгерской МТС, собрали в 1947 году в среднем по 11 центнеров зерновых с каждого гектара, превысив план на 1,5 центнера. В 1947 году Ленгерская МТС выполнила план на 158 %. За эти достижения в трудовой деятельности был удостоен в 1948 году звания Героя Социалистического Труда.
Скончался в 1957 году.

## Награды
- Герой Социалистического Труда — указом Президиума Верховного Совета СССР от 23 марта 1948 года;
- Орден Ленина (1948).